# Diagora di Milo
Diagora di Milo (in greco antico: Διαγόρας ὁ Μήλιος?, Diagóras ho Mélios; Milo, verso il 465 a.C. – Corinto, 410 a.C. circa) è stato un filosofo e poeta greco antico.
Sofista della seconda metà del V secolo a.C. e discepolo di Democrito, viene annoverato come uno dei più celebri atei dell'antichità. Diagora condannò con le sue manifestazioni di disprezzo la religione greca (in particolare culti stranieri come i misteri eleusini) e la fede in un qualunque Dio, affermando che non esiste.

## Biografia
Nacque a Milo (nota anche come Milos o Melo), nelle isole Cicladi, all'epoca sotto il dominio ateniese. Era figlio del cittadino Telecleide, pertanto anche lui doveva avere la cittadinanza ateniese. Secondo quanto riporta la Suda - enciclopedia lessicografia scritta nel X secolo d.C. - fu discepolo del più noto Democrito, ma questo per ragioni cronologiche è inverosimile. Democrito fu particolarmente legato a Diagora: infatti, in seguito alla violenta sottomissione di Milo da parte di Alcibiade (416), Diagora fu prima imprigionato, poi ridotto alla condizione di schiavo; Democrito, pagando 10.000 dracme, riuscì a riscattarlo da quella sventura.
La Suda, inoltre, riporta che sin dagli anni della sua gioventù ebbe fama di essere un eccellente poeta lirico: per questo è menzionato insieme a Simonide, Pindaro e Bacchilide, tre dei nove poeti lirici della lirica greca. Fu legato particolarmente al legislatore Nicodoro di Mantinea, del quale fu consigliere e amante. Attorno al 423, anno della rappresentazione de Le nuvole di Aristofane, si trovava certamente ad Atene; pare che questa opera, notoriamente anti-socratica, contenga un'allusione alla sua persona (quando Socrate viene chiamato "melio", cioè un abitante di Milo).
Diodoro Siculo riporta che, pochi anni dopo, probabilmente nel 415 (lo stesso anno della distruzione della stessa Milo da parte di Atene, riportata da Tucidide), fu accusato di empietà e di ateismo da alcuni esponenti del Partito democratico ateniese; per evitare una morte sicura, decise di riparare a Corinto, dove morì.
Sappiamo poco della sua visione dell'ateismo, per il quale fu condannato ed è oggi ricordato, ma si può ipotizzare che, essendo contemporaneo di Socrate, ne fosse stato influenzato. Nonostante le varie peripezie che segnarono la sua vita, non ultima l'accusa degli Ateniesi, il ricordo della sua persona si è conservato a lungo: di lui hanno parlato Cicerone nel De natura deorum e Atenagora nel quarto capitolo de Una supplica per i Cristiani.

## Opere
- Marek Winiarczyk (ed.), Diagorae Melii et Theodori Cyrenaei reliquiae, Leipzig, 1981 (Bibliotheca Scriptorum Graecorum et Romanorum Teubneriana).